# كورين بينيت
كورين بينيت (بالإنجليزية: Corinne Bennett)‏ هي مهندسة معمارية بريطانية، ولدت في 3 مارس 1935 في لندن في المملكة المتحدة، وتوفيت في 10 يوليو 2010.